# Mandisa Monakali
Mandisa Monakali là một diễn giả, nhà giáo dục, nhân viên xã hội, nhà nghiên cứu, vận động hành lang, người ủng hộ, quản lý dự án, nhà hoạch định chiến lược, hội thảo và tổ chức cộng đồng. Cô là người sáng lập và Giám đốc điều hành của Ilitha Labantu.
Ilitha là một tổ chức giáo dục và dịch vụ xã hội Nam Phi, một tổ chức phi lợi nhuận / tổ chức phi chính phủ (NGO). Đây là một tổ chức hoạt động và cung cấp dịch vụ cho các cộng đồng Gugulethu, thị trấn (Nam Phi) có hoàn cảnh khó khăn trên khắp Western Cape Town. Mandisa tham gia toàn cầu trong các hội nghị và sự kiện đại diện cho Ilitha và Nam Phi. Ilitha Labantu được thành lập vào năm 1989. Nó đã được đăng ký là Không vì lợi nhuận ở Nam Phi với Bộ Phát triển Xã hội năm 2003. Đây là một tổ chức thúc đẩy hòa bình và phát triển với trọng tâm là trao quyền lực kinh tế và xóa bỏ bạo lực đối với phụ nữ.
Ilitha tập trung vào việc huy động cộng đồng, tiếp cận cộng đồng và các sáng kiến chương trình cho phụ nữ tham gia vào các chương trình có lợi về kinh tế và xã hội. Một tổ chức phi chính phủ hoạt động tại các cộng đồng thị trấn khó khăn (Nam Phi) trên khắp Western Cape. Tổ chức này được thành lập để đối phó với bạo lực đối với phụ nữ và trẻ em vốn được coi là một trở ngại cho sự phát triển trong cộng đồng thị trấn. Mandisa được thừa nhận vì đã làm việc vì bạo lực đối với phụ nữ và trẻ em, nhân quyền, bình đẳng, phát triển nông thôn, HIV / AIDS, Mục tiêu phát triển thiên niên kỷ, Mục tiêu phát triển bền vững và tham gia các hội nghị thế giới và phụ nữ; Hội nghị Thế giới về Phụ nữ, 1995 được tổ chức tại Bắc Kinh, Trung Quốc. Trọng tâm chính của Ilitha là Mục tiêu phát triển bền vững 5 của Liên Hợp Quốc: nhằm đạt được bình đẳng giới và trao quyền cho tất cả phụ nữ và trẻ em gái.
Cô là một người sống sót sau khi phải chịu đựng bạo lực đối với phụ nữ.